# Kangphu Kang
Der Kangphu Kang (auch Kangphu Kang I oder Shimokangri) ist ein Berg im östlichen Himalaya an der Grenze zwischen Bhutan und Tibet.
Der Kangphu Kang hat eine Höhe von 7204 m. Der Berg liegt in einem politisch umstrittenen Gebiet 195 km ostnordöstlich vom Kangchendzönga.
Am 29. September 2002 gelang einer südkoreanischen Expedition (Nam Yong Mo, Li Ji Ryue, Li Fua Fun, Kim Ze Yong und Chuen Oir) die Erstbesteigung des Kangphu Kang. Die Aufstiegsroute führte über die Nordwand zum Südwestgrat und weiter zum Gipfel.